# Holdawayite
La holdawayite è un minerale.